# Dirphya parahintzi
Dirphya parahintzi là một loài bọ cánh cứng trong họ Cerambycidae.